# MAN 라이온스 시티
MAN 라이온스 시티(영어: MAN Lion's City)는 MAN SE에서 1996년부터 생산 중인 버스 차종이다.

## 운행 업체

### 대한민국
- 부산광역시: 시민여객, 사상구 복지관 셔틀버스, 명지동 노인종합복지관 셔틀버스
- 대전광역시: 협진운수, 경익운수
- 경기도: 김포운수, 선진버스, 선진상운, 성남시내버스, 에버랜드 구내 운송 무료 셔틀버스
- 인천광역시: 인천공항운영서비스
- 광주광역시: 무장애 시티투어버스, 을로운수, 세영운수, 동화운수, 대창운수

## 경쟁 차종
볼보버스
- 볼보 7900
- 볼보 8900

스카니아
- 스카니아 시티와이드

메르세데스-벤츠 버스
- 메르세데스-벤츠 시타로

자일대우버스
- 자일대우 BS110 뉴 로얄논스텝

현대자동차
- 현대 저상 뉴 슈퍼에어로시티

KGM커머셜
- 에디슨모터스 화이버드
- KGM 스마트 110 저상버스

우진산전
- 우진산전 아폴로 1100

## 갤러리

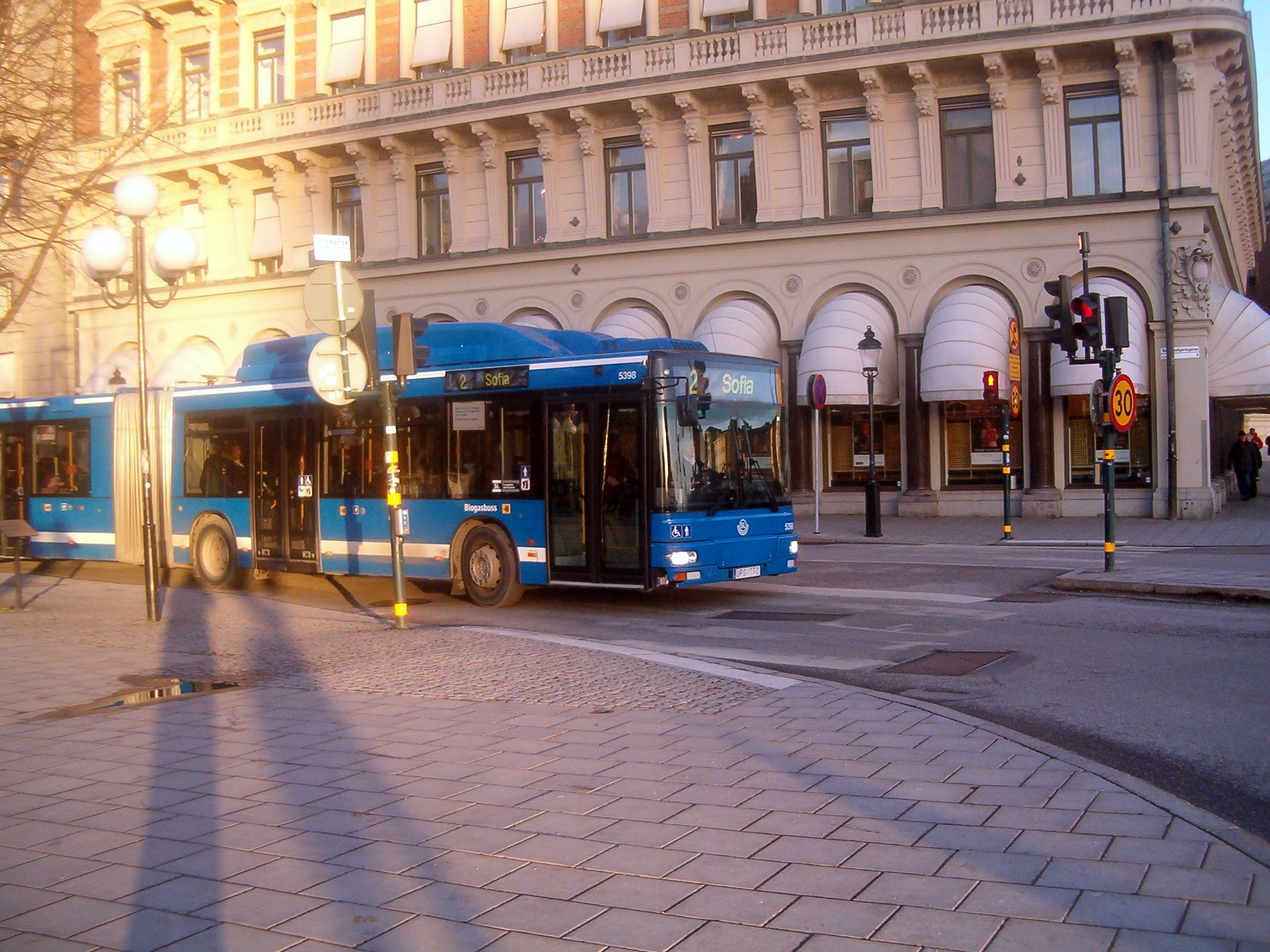
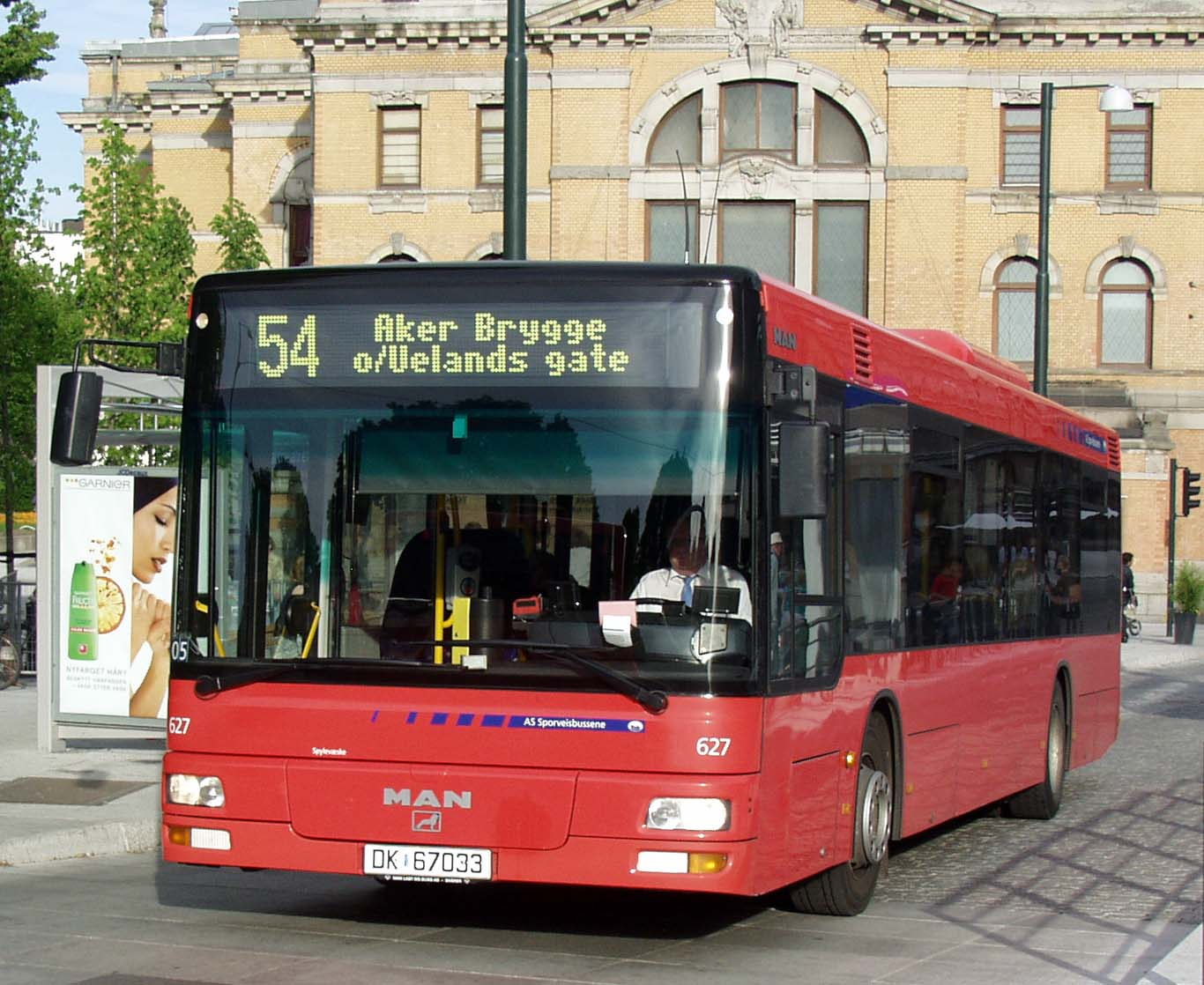
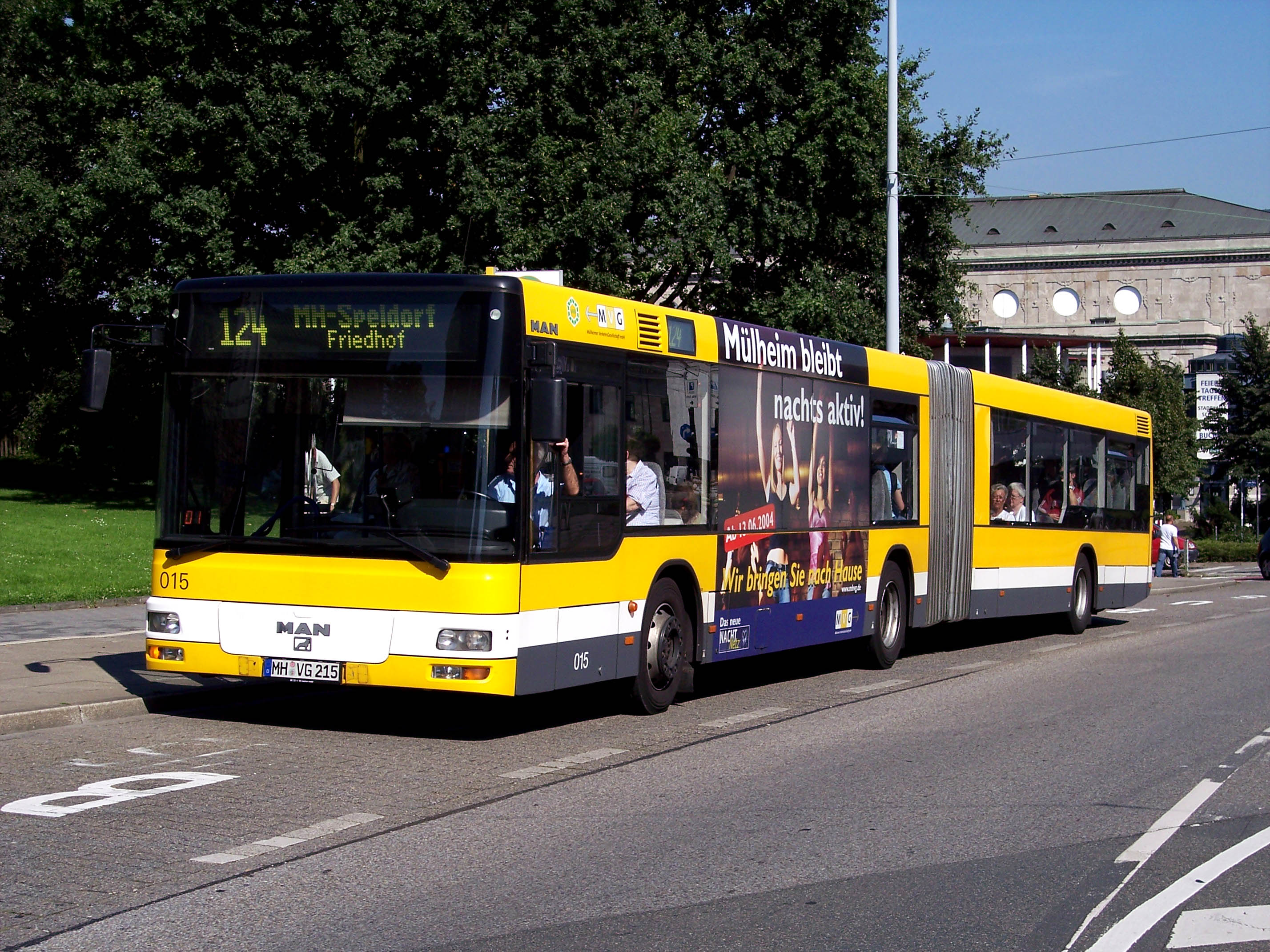
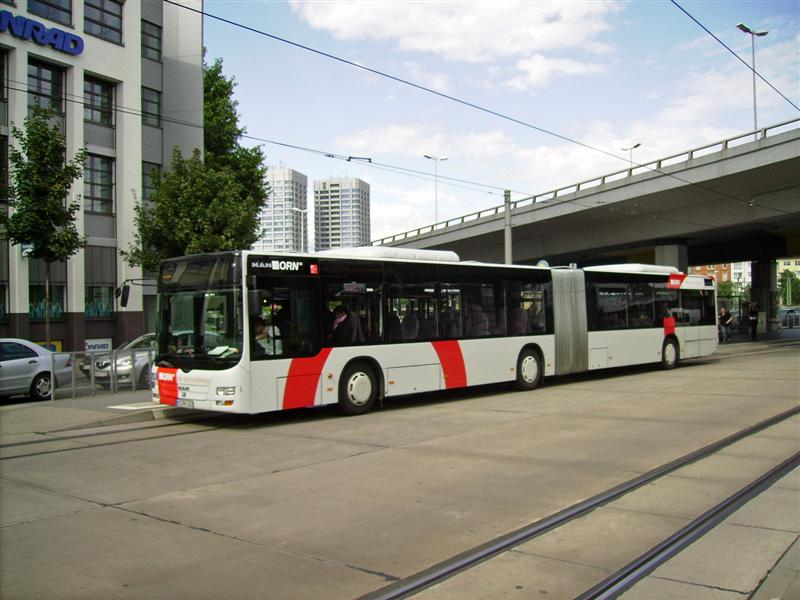
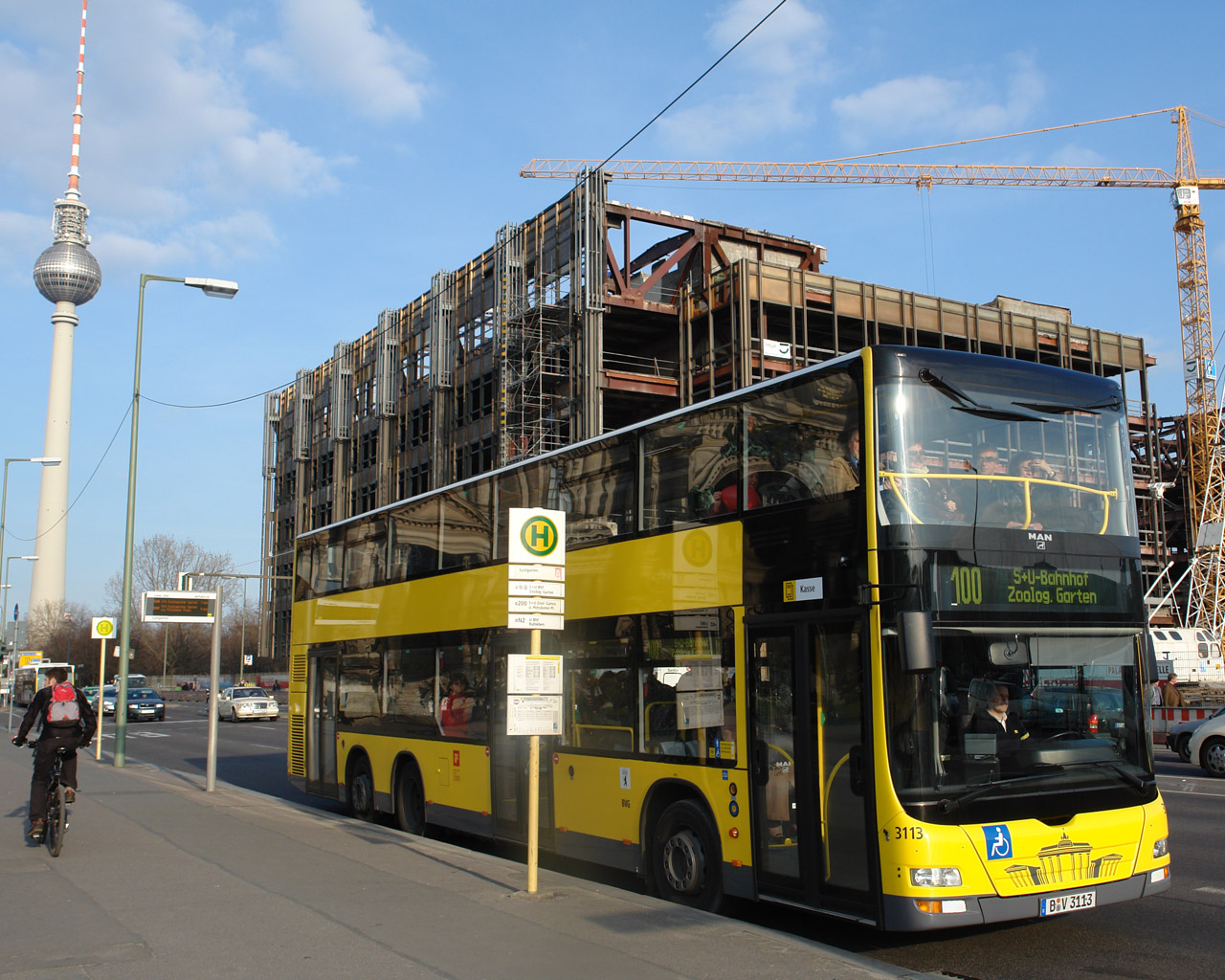
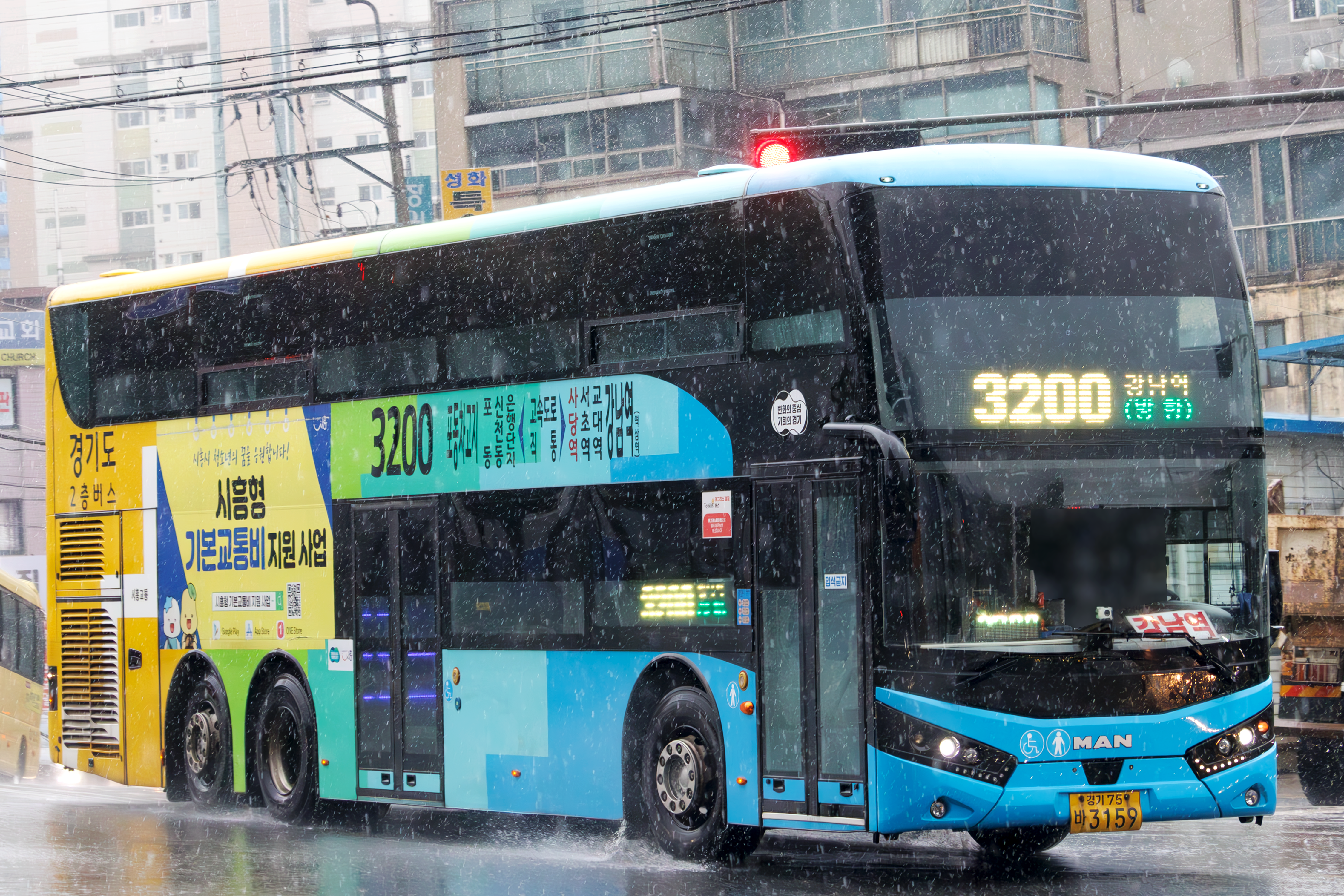
경기도 시흥시에서 운행하는 시흥교통 소속 MAN 라이온스 시티 더블데커 차량